# 西島蓮汰
西島 蓮汰（にしじま れんた、2003年2月16日 - ）は、日本のアイドル、歌手。男性アイドルグループ・OCTPATHのメンバー。TO1の元メンバー。長崎県出身。吉本興業所属。

## 来歴

### デビュー前
K-POPアイドルのコンサートを観に行ったことがきっかけで高校1年生からダンスを始め、韓国の芸能事務所で練習生としてトレーニングを積む。韓国でのデビューを目指していたが、事務所がボーイズグループの結成を見送ったことから退所する。
2021年4月8日からGYAO!及びTBS系列で放送・配信されたサバイバルオーディション番組『PRODUCE 101 JAPAN SEASON2』に参加。初回投票からデビュー圏内を維持し、一時は3位に浮上するも、ファイナルで初めて圏外（16位）に転落してデビューを逃した。
8月4日、Instagramに個人アカウントを開設し、自身の写真を公開するとともに「I'll keep challenging 挑戦し続けます」と決意を綴った。

### 2022年 - 2023年：TO1としての活動
2022年6月17日、『PRODUCE 101 JAPAN SEASON2』で共演した小林大悟、WAKEONE所属練習生だったヨジョンとともに韓国の男性アイドルグループ・TO1に加入し、「レンタ（RENTA、朝: 렌타）」の名義でラップとダンスを担当する。
2023年1月17日、メンバーのチャンとオリジナル楽曲『BEEP』をリリース。
9月22日、自身のInstagramでグループからの脱退を発表した。

### 2023年 -：OCTPATHとしての活動
2023年11月18日、『PRODUCE 101 JAPAN SEASON2』の元練習生で構成する吉本興業所属の男性アイドルグループ・OCTPATHに加入。同年12月18日のライブ公演『OCTPATH LIVE 2023 -THE OCTPATH-』をもってグループ活動に参加した。
2024年3月16日、『SAPPORO COLLECTION 2024』にて自身の夢でもあったモデルとしてランウェイデビューを果たす。
同年5月17日、池袋PARCOの初夏ファッション＆コスメキャンペーンモデルに就任。

## 人物
- メンバーカラーは紫色[8]。
- 「カリスマ性」と「マシュマロのように白いモチモチ肌」を自身の魅力としており、TO1としての活動時にメンバーのジェイユーから名付けられた「カリスマシュマロ」を自身のキャッチコピーとしている[12]。

## 作品

### 参加作品

#### PRODUCE 101 JAPAN SEASON2
| 発売日        | タイトル                  | 形態             | レーベル             | 参考                                                                   |
| ------------- | ------------------------- | ---------------- | -------------------- | ---------------------------------------------------------------------- |
| 2021年7月21日 | Let Me Fly 〜その未来へ〜 | CD・デジタル配信 | LAPONE Entertainment | 第36回日本ゴールドディスク大賞「企画・アルバム・オブ・ザ・イヤー」受賞 |
| 2021年7月21日 | Goosebumps                | CD・デジタル配信 | LAPONE Entertainment | 第36回日本ゴールドディスク大賞「企画・アルバム・オブ・ザ・イヤー」受賞 |
| 2021年7月21日 | ONE                       | CD・デジタル配信 | LAPONE Entertainment | 第36回日本ゴールドディスク大賞「企画・アルバム・オブ・ザ・イヤー」受賞 |
| 2021年7月21日 | One Day                   | CD・デジタル配信 | LAPONE Entertainment | 第36回日本ゴールドディスク大賞「企画・アルバム・オブ・ザ・イヤー」受賞 |

### TO1
- 作詞や作曲、歌唱に参加した楽曲。

| 公開日         | タイトル            | 形態         | 参考                                                                            |
| -------------- | ------------------- | ------------ | ------------------------------------------------------------------------------- |
| 2022年10月14日 | POPPIA (JAPAN Ver.) | デジタル配信 | KCONシグネチャーソング。歌唱に参加。 POPPIA (JAPAN Ver.)                        |
| 2023年1月17日  | BEEP                | デジタル配信 | メンバーのチャンとともに作詞・作曲・歌唱。 Iri - BEEP (feat. RENTA)             |
| 2023年3月9日   | Hug                 | デジタル配信 | 東方神起の楽曲をアレンジしてカバー。自身の歌唱パートを作詞。 TO1 (티오원) - Hug |

## 出演

### 配信番組
- PRODUCE 101 JAPAN SEASON2（2021年4月8日 - 6月13日、GYAO!・TBS）

### CM
- チェジュ航空
  - 700円航空券セール「韓ドラあるある～ラッキーな瞬間～」篇 （2025年6月16日 - ）